# Geriatrie

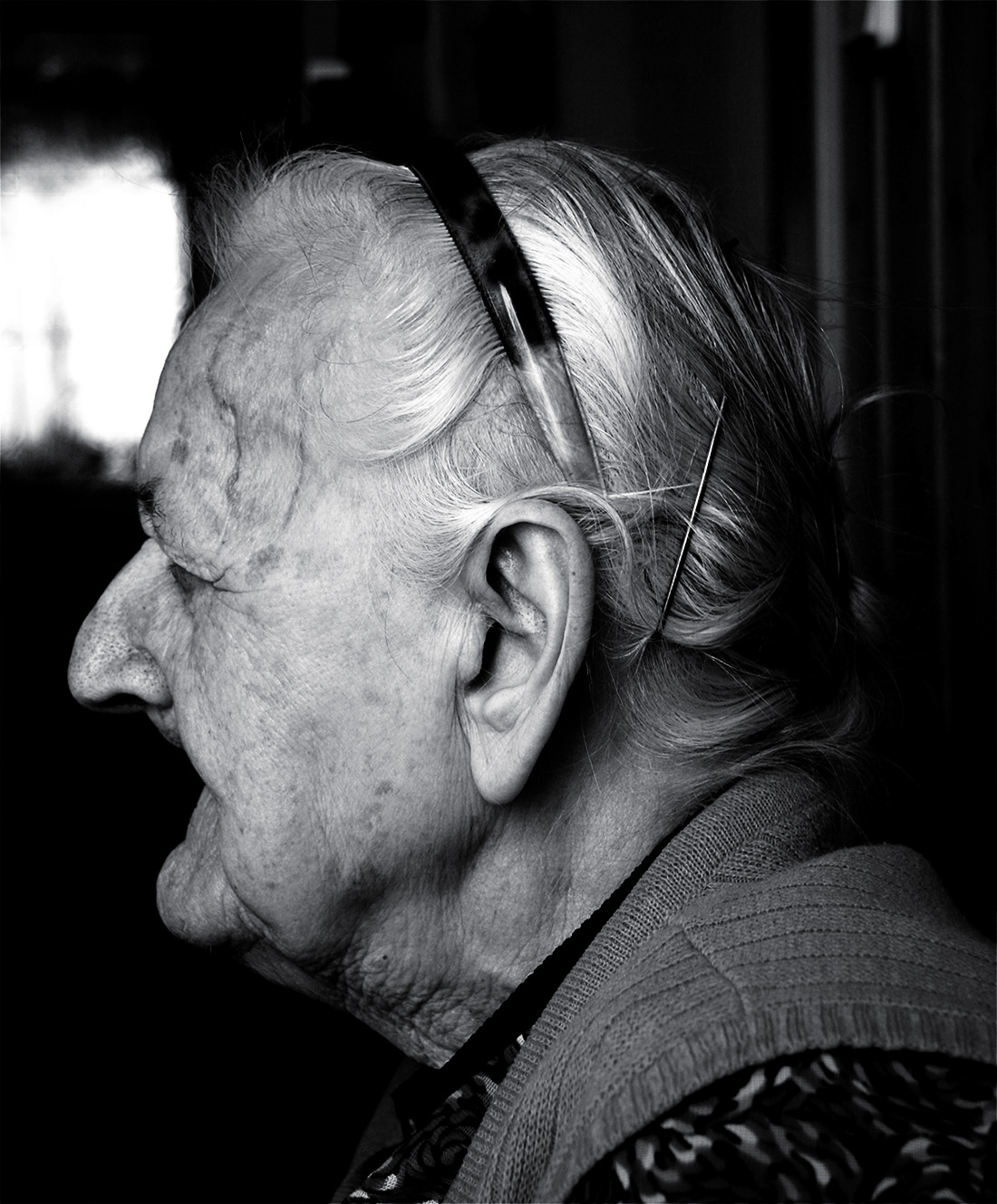
Das Profil einer gealterten Frau

Die Geriatrie (von altgriechisch γέρων gerōn, deutsch ‚alt‘ und ἰατρεία ‚Heilkunde‘), auch Altersmedizin oder Altenmedizin bzw. Altersheilkunde, ist die Lehre von den Krankheiten des alternden Menschen, jener Zweig der Medizin bzw. der Gerontologie, der sich mit den psychologischen, sozialen, präventiven, klinischen und therapeutischen Belangen der Älteren befasst. Dies betrifft vor allem Probleme aus den Bereichen der Allgemeinmedizin und der Inneren Medizin, der Orthopädie, Neurologie und Psychiatrie (Gerontopsychiatrie).
Als Gerontologie oder Alter(n)sforschung wird die Wissenschaft bezeichnet, die sich mit Alterungsvorgängen in all ihren Aspekten befasst, darunter psychische, soziale, wirtschaftliche, politische und gesellschaftliche. Das Wort Geriatrie wurde erstmals von Ignatz Leo Nascher verwendet, einem in Wien geborenen Arzt, der später in den USA tätig war und bereits 1914 sein Lehrbuch Geriatrics: The diseases of old age and their treatment veröffentlichte.
Die Geriatrie tritt (und trat) an, dem alten, aber vor allem dem sehr alten Menschen zu einem besseren Leben zu verhelfen. Entweder als Gerotherapie (Behandlung der Betagten) oder als Geroprophylaxe (Vorbeugung gegen Alterskrankheiten). Dabei ist der Geriater hauptsächlich dann gefordert, wenn Mehrfacherkrankungen (Multimorbidität) vorliegen, die den einzelnen Arzt der jeweiligen medizinischen Fächer aufgrund vielfältiger Verflechtungen überfordern, wobei aber das Potential vorhanden sein muss, eine Verbesserung zu erreichen. Die Geriatrie ist somit als eine fächerübergreifende Disziplin zu verstehen (Interdisziplinarität).
Ärzte können nach der Facharztweiterbildung (zum Beispiel Fachärzte für Innere Medizin, Allgemeinmedizin, Psychiatrie, Neurologie) in Deutschland die Zusatzbezeichnung „Geriatrie“ erwerben, indem sie anderthalb Jahre an einer weiterbildungsbefugten Klinik tätig sind. Im europäischen Ausland gibt es höherwertige Spezialisierungen bis hin zum Facharzt.

## Definition
Die Definitionsversuche des Begriffes „Geriatrie“ im deutschsprachigen Raum umfassen verschiedene Ansätze:
Eine ausführliche Konzeptualisierung Was ist Geriatrie wurde 1991 von einer Expertenkommission der Deutschen Gesellschaft für Gerontologie und Geriatrie und der Deutschen Gesellschaft für Geriatrie vorgenommen, die „17 Dimensionen geriatrischer Medizin“ umfasst. Diese Dimensionen ärztlichen Tuns für betagte Patienten sind drei Gruppen zuzuordnen:
1. Spezielle Wissensinhalte
2. Charakteristische Formen des Wahrnehmens und Verstehens
3. Identität und Erleben der Arbeit mit Älteren

Die „17 Dimensionen geriatrischer Medizin“ umfassen: Wissensmodifikation bei allgemein ausgebildeten Ärzten, Multimorbidität, Risikoerkennung, Senile Demenz, Einwilligungsfähigkeit und Schutz von Rechten, psychosomatische Zusammenhänge, Hierarchisierung, Rehabilitation, Irreversibilität (Unumkehrbarkeit des Lebensprozesses), Todesnähe, damit verbundene Polarität, Gewährleistung der Weiterversorgung, Umfeldbezogenheit, Angehörigenarbeit, Konsiliarwirkungen, Interdisziplinarität, strukturell-organisatorischer Umbruch.
Eine Europäische Definition „Geriatrische Medizin“ und „Geriatrische Patienten“ wurde von der Sektion „Geriatrische Medizin“ der European Union Geriatric Medicine Society am 3. Mai 2008 in Malta formuliert und am 6. September 2008 in Kopenhagen konsentiert:

„Geriatrische Medizin ist eine medizinische Spezialdisziplin, die sich mit den körperlichen, mentalen, funktionellen und sozialen Bedingungen der akuten, chronischen, rehabilitativen, präventiven Behandlung und Pflege – auch am Lebensende – befasst. Die Gruppe der Patienten wird mit einem hohen Grad von Gebrechlichkeit und aktiven Mehrfach-Erkrankungen assoziiert, die einen ganzheitlichen Behandlungsansatz erfordern.
Die Erkrankungen im Alter können sich unterschiedlich präsentieren; sind oft sehr schwierig zu diagnostizieren; das Ansprechen auf die Behandlung erfolgt verzögert und es besteht regelmäßig Bedarf für soziale Unterstützung.
Geriatrische Medizin überschreitet daher die organmedizinisch orientierte Medizin und bietet zusätzliche Therapieangebote in einer multidisziplinären Team-Umgebung (-Milieu; Setting). Das Hauptziel ist es, den funktionellen Status einer älteren Person zu optimieren sowie Lebensqualität und Autonomie zu verbessern.
Geriatrische Medizin ist nicht spezifisch altersdefiniert, sie behandelt jedoch die typische Morbidität älterer Patienten. Die meisten Patienten sind über 65 Lebensjahre alt. Diejenigen Gesundheitsprobleme, die durch Geriatrie als eine Spezialdisziplin am besten angegangen werden können, werden in der Altersklasse über 80-Jähriger viel häufiger.“

## Altersassoziierte Krankheiten
- Arteriosklerose
  - Herzinfarkt
  - Schlaganfall
  - Arterielle Verschlusskrankheit
- Arthrose
- Demenz
- Altersdepression
- Diabetes mellitus
- Grauer Star
- Krebs
- Osteoporose
- Parkinson-Krankheit
- Chronische senile Rhinitis
- Vorhofflimmern

Nicht jede Krankheit, die ein alter Mensch hat, ist eine Alterskrankheit wie z. B. der Zahnverlust. Sie ist vor allem durch den typischen Beginn und den kontinuierlichen Anstieg ihres Auftretens gekennzeichnet.

## Alterssyndrome

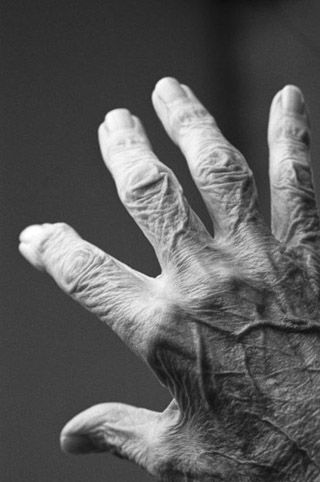
Spuren des Alterns: Hand einer Seniorin

Gemeint sind in der Geriatrie damit:
- Intelligenzabbau infolge der verschiedenen Arten von Demenz
- Hirnleistungsstörungen mit zunehmender Einschränkung der Sinne (Sehen, Hören, Tasten, Gleichgewicht, Geschmack, Durstgefühl)
- Instabilität, z. B. als Folge eines Schlaganfalls oder infolge vielfältiger Formen des Schwindels mit dem zunehmenden Risiko von Stürzen
- Inkontinenz der Blase oder des Darms
- der allmähliche Verlust/Abbau von Gewebsflüssigkeit (Exsikkose)

Als Syndrom bezeichnet man das gleichzeitige, gemeinsame Auftreten verschiedener Symptome oder Merkmale. Alterssyndrom heißt also die Anhäufung mehrerer Einzelsymptome, die in dieser Kombination zwar typisch für die Altersgruppe sind, ihre Ursache jedoch in ganz verschiedenen Krankheiten (gleichzeitig) haben können. Typisch ist dabei der schleichende Verlauf, der einerseits zur Gewöhnung an den Zustand beiträgt, zum anderen unterschiedliche Bewältigungsstrategien (Coping) für Teilprobleme hervorbringt. So kommt es nicht zu einer frühzeitigen Therapie, sondern eine kleine Verschlimmerung kann in einer Endphase die vollständige Dekompensation auslösen. Diese Alterssyndrome werden in der Geriatrie im englischsprachigen Raum nach Brocklehurst auch die „Großen i’s“ genannt.
Weitere alterstypische Fachbegriffe der Geriatrie: Multimorbidität, Symptomarmut.

## Arzneimitteltherapie
Aufgrund altersspezifischer Risiken und unerwünschter Arzneimittelwirkungen ist bei einer Vielzahl von Medikamenten besonders bei geriatrischen Patienten, die häufig einer Multimedikation unterliegen, auf deren Nebenwirkungsspektrum zu achten bzw. deren Verwendung als potenziell ungeeignet für ältere Patienten nur bei dringender Indikation zu empfehlen.

## Geriatrisches Assessment
Das geriatrische Assessment soll die Abklärung unklarer Symptome durch den Arzt schrittweise führen, damit nicht Wechselwirkungen der Schädigung einzelner Organsysteme übersehen werden, wenn ein einzelner schädigender Faktor bekannt ist. Das Verfahren ist strukturiert durchführbar und in seiner Güte abgesichert. Es bestehen verschiedene Assessment-Sets, die in verschiedenen Behandlungsumgebungen angewendet werden können (zu Hause, in der Tagesklinik, in einer Klinik, im Pflegeheim unter anderem).
Definition des Begriffes Assessment (abgeleitet von „to assess“: abwägen):
Umfassendes geriatrisches Assessment ist definiert als eine multidisziplinäre Evaluation, durch die die multiplen Probleme älterer Menschen aufgedeckt, beschrieben und – wenn möglich – erklärt werden; die Ressourcen und Stärken einer Person katalogisiert, den Bedarf an Hilfsangeboten abwägt und einen koordinierten Versorgungsplan zur zielgenauen Intervention der multidimensionalen Probleme einer Person erstellt.
Folgende Empfehlungen/Schritte wurden erarbeitet:
- Screening: Mit einem standardisierten Fragebogen wird nach Leistungseinbußen oder Beschwerden im Bereich des Sehens und Hörens, der Beweglichkeit von Armen und Beinen, Harn- bzw. Stuhlinkontinenz, Ernährung, der kognitiven Leistungsfähigkeit, des emotionalen Befindens, nach sozialer Unterstützung und verschiedenen Aktivitäten geforscht. Sind Problembereiche vorhanden, sollte ein umfassenderes Basis-Assessment folgen.
- Basis-Assessment: Das eigentliche Basis-Assessment besteht aus der Bestimmung des Barthel-Index, Gedächtnistest nach Folstein (Mini-Mental-Status-Test), dem Depressionstest nach Yesavage (auch GDS), einem Sozialfragebogen, dem Mobilitätstest nach Tinetti, dem Timed up and go test, Uhren-Zeichen-Test und der Messung der Handkraft.
- Durchführung: Der Zeitaufwand zur Durchführung des Screenings beträgt etwa 5–10 Minuten, für das Basis-Assessment ist mit einer guten halben Stunde zu rechnen. Der Depressionsfragebogen kann vom Patienten selbst ausgefüllt werden, die übrigen Befragungen und die Durchführung der Performance-Aufgaben lassen sich nach entsprechender Anleitung auch von nicht-ärztlichem Personal durchführen. Entscheidend sind die therapeutischen Konsequenzen, die aus den Ergebnissen des Basis-Assessment resultieren.

## Frührehabilitative Komplexbehandlung
Im Rahmen der Einführung des Fallpauschalensystems (DRG-System) im Krankenhaussektor, ist eine – abrechnungsorientierte – Behandlungsprozedur (OPS 8-550.X) mit dem Namen „geriatrische frührehabilitative Komplexbehandlung“ (GFK) benannt worden. Die Prozedur bedient sich wesentlicher Elemente des geriatrischen Assessments – ist aber keinesfalls als deckungsgleich mit diesem anzusehen, sondern nur ein Abrechnungsspezifikum im DRG-System.
Diese Komplexbehandlung ist für Patienten angezeigt, die noch nicht für eine andere Rehabilitationseinrichtung (zum Beispiel geriatrische Rehabilitation) geeignet sind, da noch andere akutmedizinische Erkrankungen vorliegen (zum Beispiel Lungenentzündung, Niereninsuffizienz, mangelnde Mitarbeit).
Die geriatrische frührehabilitative Komplexbehandlung wird besonders häufig durchgeführt bei Patienten mit:
- Herzinsuffizienz (zum Beispiel nach Dekompensation)
- Zustand nach Frakturen
- Zustand nach Apoplexie (Ischämie und Hirnblutung)
- Chronisch obstruktiver Lungenerkrankungen (COPD)

Eine GFK ist natürlich nicht für jeden Patienten geeignet, besonders immobile Patienten profitieren aber oftmals von der Behandlung auch als Prophylaxe bezüglich Kontrakturen oder Pneumonien.
Die GFK-Behandlung wird von einem Team (in der Regel Arzt, Physio- und Ergotherapeut, speziell geschultes Pflegepersonal, klinischer Psychologe, Logopäde und Sozialdienst) nach Bedarf und genauem Reglement durchgeführt.

## Geriatrie im Alltag
Ein in Zukunft immer drängenderes Problem wird die Versorgung geriatrischer Patienten nicht nur in Krankenhäusern und Altenheimen, sondern auch außerhalb dieser gewachsenen Institutionen. Einzelne organisierte Lösungsansätze finden sich bisher meist nur in privaten Bereichen, z. B. in Form der Gründung von generationenübergreifenden Wohnanlagen. Insbesondere im Hinblick auf die stetig wachsende Anzahl von Single-Haushalten und kinderlosen Paaren ohne familiäre Einbindung wird es in den kommenden Jahrzehnten neue Versorgungslösungen der dann ins Alter gekommenen Menschen geben müssen.
Ein vom Ministerium für Arbeit, Integration und Soziales des Landes Nordrhein-Westfalen angestoßenes Pilotprojekt begann im Jahr 2010 in Ostwestfalen-Lippe. An dem auf drei Jahre geplanten Modell des „Regionalen Versorgungsmanagements Geriatrie“ soll im Kreis Lippe gezeigt werden, wie neue Managementstrukturen zu einer leistungsfähigen Gesundheitsversorgung der Zukunft beitragen. Dabei sollen bisherige Versorgungsstrukturen unter dem Blickwinkel der gesundheitlichen Bedürfnisse älterer Menschen vor Ort systematisch erfasst und die Schwachstellen aufgegriffen werden. Ziele sind
- Gewährleistung eines flächendeckenden Angebots geriatrischer Leistungen und Entwicklung regionenspezifischer Angebote unter Beteiligung der Krankenkassen
- Entwicklung von Kooperationsmodellen zwischen den Leistungsträgern wie Pflegediensten, niedergelassenen Ärzte, Krankenhäusern, Physiotherapeuten u. a.
- Koordination der Behandlung in Form integrierter Versorgungskonzepte, z. B. Gründung eines Case-Managements zur Verbesserung der Übergänge zwischen Akutversorgung, Rehabilitation und ambulanter und stationärer Pflege.

## Geriatrie in der Tiermedizin
Auch in der Tiermedizin (Veterinärmedizin) hat die Geriatrie aufgrund gestiegener Lebenserwartung von Haustieren an Bedeutung gewonnen und sich zu einer Wissenschaft entwickelt, die auf die jeweilige Tierart abgestimmte Behandlungs- wie auch Vorsorgemaßnahmen beinhaltet.